# Maria Cunitz
Maria Cunitz ou Cunitia (Wołów, 1610 — Byczyna, 24 de agosto de 1664) foi uma astrônoma e matemática polonesa.
Era filha do médico Henrich Cunitz e de Maria Scholtz, filha do cientista Anton von Scholtz. Maria Cunitz cresceu em um ambiente culto e voltado para a ciência, recebendo educação principalmente de seu pai em matemática e astronomia. Tornou-se fluente em latim, alemão, italiano, francês, hebreu e grego, além de estudar arte, música e literatura. Em 1623 casou com o advogado David von Gerstmann, enviuvando em 1626. A família Cunitz era protestante e em 1629 teve de abandonar a cidade de Schweidnitz, onde então viviam, para fugir de uma onda de perseguição dos católicos, fixando-se em Liegnitz. Lá casou com o médico Elias von Löwen, que contribuiu para aprimorar sua educação científica. Com Elias teve três filhos: Elias Theodor, Anton Heinrich and Franz Ludwig.
No final da Guerra dos Trinta Anos, o casal se refugiou no mosteiro cisterciense de Olobok, e depois mudou para Byczyna (Pitschen). Em 1609 Johannes Kepler havia publicado sua obra Astronomia Nova, uma das bases da astronomia moderna, mas as leis que postulou para o movimento planetário não tiveram uma aceitação rápida. Cunitz foi um dos poucos cientistas da época a perceber a validade das leis de Kepler. Mais do que isso, ela encontrou falhas nas Tábuas Rodolfinas de Kepler (um catálogo de astros com indicações para o cálculo de seus movimentos), corrigiu os erros e elaborou uma versão com novas efemérides, novas tabelas e com a matemática simplificada para um uso mais acessível. Em 1650 publicou os resultados da sua revisão no tratado Urania Propitia. Escrito em latim com uma tradução em alemão, foi uma importante via de divulgação da astronomia kepleriana para além dos círculos acadêmicos, circulando amplamente na Europa.
A obra lhe trouxe fama continental e o reconhecimento de outros cientistas eminentes, como Pierre Gassendi e Johannes Hevelius. Sua importância cresce na medida em que foi escrito por uma mulher, numa época em que as mulheres não tinham acesso à educação científica nem eram reconhecidas como capazes de trabalho científico. Urania Propitia prova que Cunitz não somente dominava matemática e astronomia avançada, como se equiparava às melhores mentes de seu tempo nesses domínios. Seu nome se tornou uma lenda, recebendo o elogioso apelido de "Atena da Silésia" e sendo comparada a Hipácia de Alexandria. Em 1656 um incêndio devastou a cidade de Byczyna, incluindo a casa de Cunitz, que perdeu sua biblioteca, a maior parte da sua correspondência e centenas de registros de observações astronômicas.
Em 1960 seu nome batizou um asteroide, e em 1973, uma cratera de Vênus. Segundo o historiador da ciência N. M. Swerdlow, "Urania Propitia é o primeiro trabalho científico sobrevivente de uma mulher no mais alto nível técnico de sua época, pois seu propósito foi fornecer soluções para as dificuldades da ciência mais avançada da época". Para Kerry Magruder, curadora das coleções de história da ciência da Universidade de Oklahoma, Cunitz foi "um dos astrônomos mais talentosos de seu século".